# Zihron Yaakov
Zikhron Yaaqov (Hebreu: זִכְרוֹן יַעֲקֹב, "Em memória de Jacob") é um Conselho local localizado a 35 km ao sul de Haifa, em Israel, e pertence parte do Distrito de Haifa. Está situado no extremo do Monte Carmelo. 
Segundo estatísticas de Israel (CBS), no final de 2005 a cidade contava com uma população de 17.000 habitantes.